# Nicolaas Bosboom

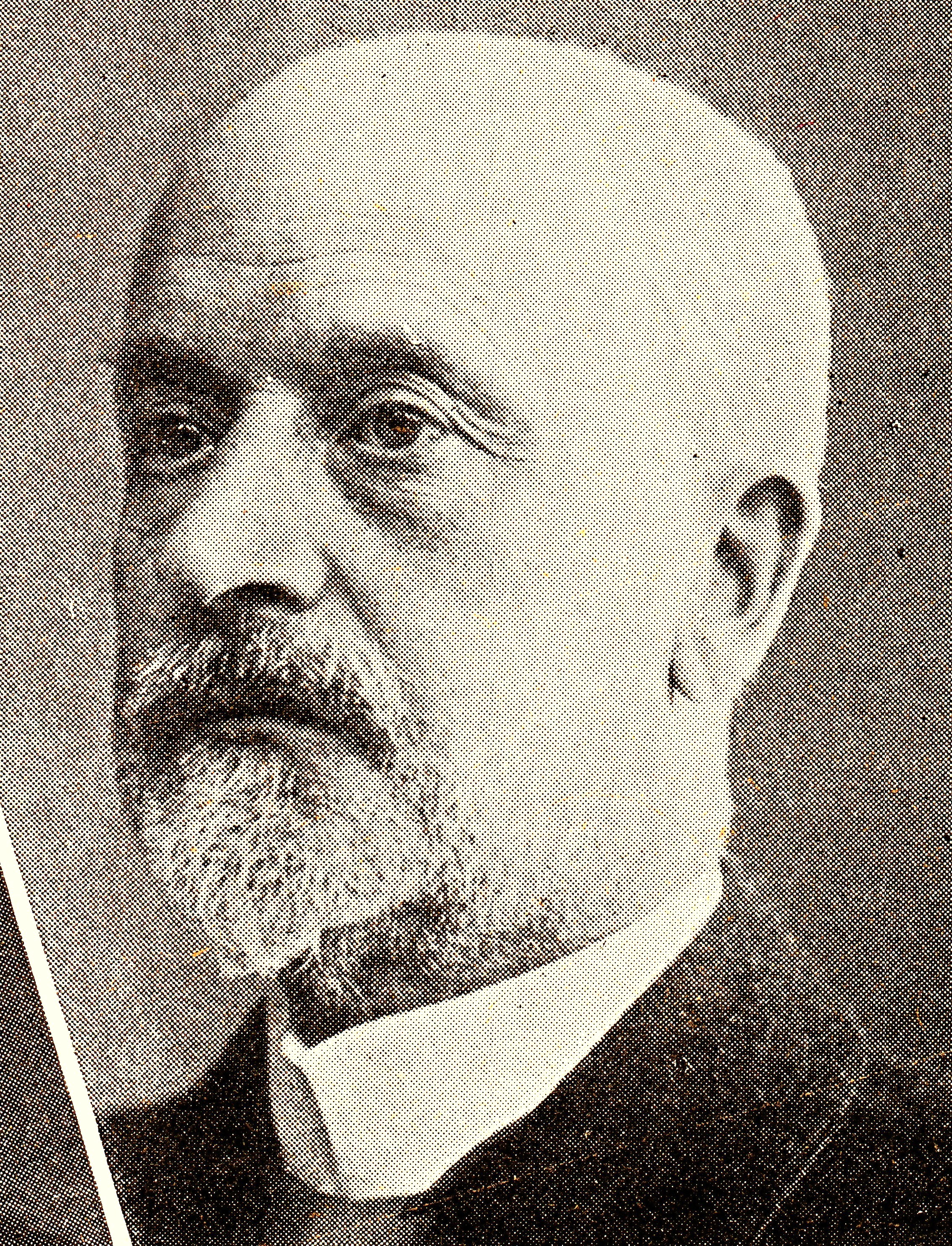
Minister van Oorlog Nicolaas Bosboom

Nicolaas Bosboom ('s-Gravenhage, 30 september 1855 – 's-Gravenhage, 14 november 1937) was een Nederlands militair en politicus. De Nederlandse schilder Johannes Bosboom (Den Haag, 18 februari 1817 – aldaar, 14 september 1891) was een oom van hem: hij was de tweelingbroer van Nicolaas' vader, die eveneens Nicolaas heette.).

## Militaire loopbaan
Bosboom trad bij de Instructie Compagnie te Schoonhoven in dienst, was daarna bij de generale staf werkzaam en schreef in diezelfde tijd militaire werken, brochures en geschriften. Hij was van 1905-1910 commissaris van de Rijdende Artillerie te Arnhem, van 1910-1912 kolonel commissaris van het tweede regiment Vesting Artillerie en verliet in 1912 de militaire dienst met als rang titulair generaal-majoor.

## Minister van Oorlog
Bosboom was minister van Oorlog in het kabinet-Cort van der Linden tijdens de Eerste Wereldoorlog. Hij mengde zich als publicist in defensiedebatten. Kon mede door zijn bruuske optreden moeilijk overweg met Kamerleden en kwam bovendien in conflict met opperbevelhebber Cornelis Jacobus Snijders en de koningin. Hij stapte op nadat de Tweede Kamer een hem onwelgevallige motie had aangenomen.